# Bulbophyllum omerandrum
Bulbophyllum omerandrum là một loài phong lan thuộc chi Bulbophyllum.